# Sondernach
Sondernach – miejscowość i gmina we Francji, w regionie Grand Est, w departamencie Górny Ren.
Według danych na rok 1990 gminę zamieszkiwało 540 osób, a gęstość zaludnienia wynosiła 22 osób/km² (wśród 903 gmin Alzacji Sondernach plasuje się na 440. miejscu pod względem liczby ludności, natomiast pod względem powierzchni na miejscu 38.).